# Mies Bouwman
Maria Antoinette "Mies" Bouwman (Amsterdam, 31 de diciembre de 1929 – Elst, 26 de febrero de 2018) fue una presentadora de televisión neerlandesa.

## Career
Bouwman comenzó su carrera en el primer programa vespertino de la KRO el 16 de octubre de 1951.
Bouwman se hizo famosa como presentadora del primer gran programa de recaudación de fondos en la televisión holandesa, Open Het Dorp. En este programa se pedía a los espectadores que donaran dinero para caridad, con el fin de abrir un pueblo especial para personas con discapacidad. Este programa hizo un especial el 26 y el 27 de noviembre de 1962 que duró 23 horas. Bouwman presentó el programa al completo. Bouwman presentó y creó nl, y otros programas de talk shows como nl. Dejó su trabajo habitual después de enfermarse, pero ocasionalmente regresó para participar en programas especiales.
Bouwman definitivamente acabó su carrera en 1993 por problemas de salud, y fue investido como Caballero de la Orden de Orange-Nassau. Apareció en entrevistas pero siempre como invitada.